# 有機スズ化合物
有機スズ化合物（ゆうきスズかごうぶつ）またはスタナン (stannane) は炭化水素などの有機置換基を持つスズ化合物である。最初の有機スズ化合物はジメチルジヨードスズ (CH3)2SnI2 で、これは1849年にエドワード・フランクランドによって発見された。商業的にはポリ塩化ビニルを製造する際の塩酸の捕捉剤や熱的安定化剤、あるいは殺生物剤として利用される。酸化ビス（トリブチルスズ） (TBTO) は材木の防腐剤として広く用いられている。トリブチルスズ誘導体はフジツボなどの付着生物を船体から除去する薬剤としても使われたが、毒性の高さ（1リットルあたり1ナノグラムの濃度でも海洋生物に影響を与えるとする報告もある）への懸念から国際海事機関によって世界中で禁止されるに至った。n-ブチルトリクロロスズは、化学気相成長法を使ってガラスの表面に酸化スズの膜を乗せるのに用いられる。

## 調製
有機スズ化合物の合成法として以下のものが知られる。
- グリニャール試薬と塩化スズ(IV)などのハロゲン化スズの反応。トランスメタル化。

{\displaystyle {\ce {{n\ RMgX}+SnCl4->{R_{n}SnCl_{(4-n)}}+n\ MgClX}}}
- アルキルナトリウムとハロゲン化スズのウルツ反応。

{\displaystyle {\ce {{n\ RNa}+SnX4->{R_{n}SnX_{(4-n)}}+n\ NaX}}}
- 有機アルミニウム化合物とハロゲン化スズの交換反応。

{\displaystyle {\ce {{{\frac {n}{3}}R3Al}+SnX4->{R_{n}SnX_{(4-n)}}+AlX3}}}
- 有機置換基を3つ持つスズハロゲン化物はコチェシュコフ反応 (Kocheshkov redistribution)[2] によって合成できる。

{\displaystyle {\ce {{R4Sn}+ 3SnCl4 -> 4R3SnCl}}}
グリニャール試薬を経由する合成例としてトリブチル［(Z)-5-フェニル-2-ペンテン-2-イル］スタナンの合成を示す。
乾燥テトラヒドロフラン中で削り状マグネシウムと (Z)-2-ブロモ-5-フェニル-2-ペンテンからグリニャール試薬を調製し、溶液が脱色するまで塩化トリブチルスズで滴定する。得られた溶液を室温で1時間撹拌してからエバポレーターで溶媒を留去する。残渣をジエチルエーテルで抽出したのち溶液を飽和食塩水で洗い、濾過・溶媒留去を行う。粗生成物をクーゲルロールで蒸留すると、トリブチル［(Z)-5-フェニル-2-ペンテン-2-イル］スタナンが無色のオイルとして得られる。

## 反応
- 右田・小杉・スティルカップリング — パラジウム塩を触媒とする、ハロゲン化アリール、ハロゲン化アルケニルなどと有機スズ化合物とのカップリング反応。
- トリアルキルスズ（水素化トリブチルスズ、n-Bu3SnHなど）はラジカル的還元剤として用いられる。

## 用途と毒性
4有機置換スズは非常に安定であり、毒性や生理活性も低い。殺生物剤としては作用しないが、代謝されると有毒な3有機置換スズになる。触媒を合成する際の前駆体として利用される。
3有機置換スズは非常に毒性が高い。トリ-n-アルキルスズは植物毒性を持つため農薬として使用できない。持っている有機置換基によっては強力な殺菌剤や殺真菌剤となり得る。トリブチルスズは布や紙、木材パルプ、およびビール醸造所、冷却機の殺真菌剤として利用される。トリフェニルスズは抗真菌塗料の活性成分である。その他の3有機置換スズは殺ダニ剤（ダニ駆除薬）として使われる。
ジフェニルスズを除く2有機置換スズは抗真菌活性を持たず、毒性・抗菌活性も低い。ポリマーの製造やポリ塩化ビニルの熱安定化剤、触媒、ポリウレタンの製造、シリコーンゴムの硬化剤といった用途を持つ。
1有機置換スズは殺生物剤としての活性を持たない。哺乳類に対する毒性は非常に低い。メチルスズ、ブチルスズ、オクチルスズ、モノエステルスズはポリ塩化ビニルの熱安定化剤として用いられる。

## 重要な化合物
- ジアルキルおよびモノアルキルスズチオジラート (thiogylate) — ポリ塩化ビニルの熱安定化剤。
- 酸化ビス（トリブチルスズ） — 無色から淡黄色の液体。材木の防腐剤。
- 酢酸トリフェニルスズ — 灰白色結晶。殺虫剤、抗真菌剤。
- 塩化トリフェニルスズ — 無色結晶。殺生物剤、化学合成の中間体。
- 水酸化トリフェニルスズ — 灰白色粉末。抗真菌剤、昆虫の不妊化剤。
- 酸化フェンブタスズ — 安定性の高い白色固体。ダニの駆除剤。
- アゾシクロチン (azocyclotin) — 無色結晶。効果の持続する殺ダニ剤、植物に付くハダニの駆除。
- シヘキサチン — 白色固体。殺ダニ剤。
- 水素化トリブチルスズ — 液体。ラジカル的水素化剤として有機合成で使用。